# Saimoni Tamani
Saimoni Tamani (ur. 14 listopada 1944) – fidżyjski lekkoatleta.
W 1966 został złotym medalistą igrzysk Południowego Pacyfiku w sztafecie 4 × 400 m oraz był 5. w biegu na 400 m. W 1969 wywalczył trzy złote medale tych zawodów: w biegach na 400 i 800 m oraz w sztafecie 4 × 400 m. W 1970 zdobył brązowy medal igrzysk Brytyjskiej Wspólnoty Narodów na 400 m, stając się pierwszym fidżyjskim medalistą tych zawodów w lekkoatletyce. W 1971 zakończył karierę z powodu kontuzji. Wyznawca Kościoła Jezusa Chrystusa Świętych w Dniach Ostatnich. W 1991 został wpisany do galerii sław fidżyjskiego sportu.
Jego rekord życiowy w biegu na 400 m (45,82 s) ustanowiony 23 lipca 1970 w Edynburgu jest aktualnym rekordem Fidżi.